# Cavagnac
Cavagnac è un comune francese di 457 abitanti situato nel dipartimento del Lot nella regione dell'Occitania.

## Società

### Evoluzione demografica
Abitanti censiti